# Jumpei Arai (futbolista nacido en 1989)
Jumpei Arai (新井 純平 Arai Junpei?, nacido el 22 de julio de 1989 en Yachiyo, Ibaraki) es un futbolista japonés que se desempeña como centrocampista.

## Trayectoria

### Clubes
| Club                | País  | Año         |
| ------------------- | ----- | ----------- |
| Giravanz Kitakyushu | Japón | 2013 - 2016 |
| AC Nagano Parceiro  | Japón | 2017 -      |

## Estadística de carrera

### J. League
| Club                | Año   | J. League | J. League | Copa J. League | Copa J. League | Total | Total |
| Club                | Año   | Part.     | Goles     | Part.          | Goles          | Part. | Goles |
| ------------------- | ----- | --------- | --------- | -------------- | -------------- | ----- | ----- |
| Giravanz Kitakyushu | 2013  | 25        | 0         | -              | -              | 25    | 0     |
| Giravanz Kitakyushu | 2014  | 3         | 0         | -              | -              | 3     | 0     |
| Giravanz Kitakyushu | 2015  | 2         | 0         | -              | -              | 2     | 0     |
| Giravanz Kitakyushu | 2016  | 23        | 0         | -              | -              | 23    | 0     |
| AC Nagano Parceiro  | 2017  | 30        | 0         | -              | -              | 30    | 0     |
| Total               | Total | 83        | 0         | 0              | 0              | 83    | 0     |